# Geallieerden (Grote Friese Oorlog)
De geallieerden vormden een gezamenlijke partij in het conflict dat bekendstaat als de Grote Friese Oorlog. Zij bestond uit een aantal kleinere partijen, namelijk de Vetkopers, de Bronkhorsten, de Onsta's en de partij van Keno II tom Brok. Van deze deelnemers vormden de familie Tom Brok uit Oost-Friesland en de Bronkhorsten uit de stad Groningen de aanvoerders. Hun tegenpartij in dit conflict waren de Schieringers, die veruit het belangrijkste deel van de tegenpartij vertegenwoordigden, en in veel mindere mate de Hekerens, de tegenpartij van de Onsta’s en de partij van Hisko Abdena. 
In Westerlauwers Friesland zaten hoofdzakelijk de Schieringers en in de stad Groningen, de Ommelanden en Oost-Friesland zaten de geallieerden.